# 카마수트라 (영화)
카마수트라(Kama Sutra: A Tale Of Love)는 일본에서 제작된 미라 네이어 감독의 1996년 범죄, 드라마, 멜로/로맨스 영화이다. 인디라 바르마 등이 주연으로 출연하였고 리디아 딘 필커 등이 제작에 참여하였다.

## 출연

### 주연
- 인디라 바르마
- 나빈 앤드류스
- 사리타 초우드리
- 레카
- 라몬 티카람

### 조연
- 칼리드 탸비
- 아런다티 라오
- 펄 파담시
- 쿠섬 하이다르
- 하리쉬 파텔
- 랜짓 초우드리
- 아차라 샤데브
- 아비짓 더트
- 앤점 라자베리
- 라훌 보라
- 시니아 자인
- 조야 악타르
- 디나즈 스태포드

## 제작진
- 공동제작: 캐롤라인 베론
- 협력프로듀서: 티나 디 펠리시안토니오
- 협력프로듀서: 디나즈 스태포드
- 미술: 마크 프리드버그
- 세트: 스테파니 캐롤
- 의상: 에두아르도 카스트로
- 배역: 우마 다 쿤하
- 배역: 수지 피기스
- 배역: 디나즈 스태포드